# コンソート
コンソート（英語：consort of instrumentsまたは単にconsort）とは、16世紀から17世紀にかけて、イングランドやドイツなどで行われていた器楽アンサンブルのことで、「合奏」の意味である。
当時は数種の楽器を組み合わせたアンサンブルを指していたが、現在ではさまざまな楽器の組み合わせからなるコンソートは、ブロークン・コンソート（broken consort；混合コンソート）と呼び、ヴァイオル・コンソートなどのように、同属もしくは同種の楽器のみからなるアンサンブルは、ホール・コンソート（whole consort；同属コンソート）と呼ぶことが多い。
エリザベス朝の代表的なコンソート音楽の作曲家に、ジョン・ダウランド（《ラクリメ》）、アンソニー・ホルボーン、ウィリアム・バードらがいる。ジェームズ1世時代の代表的な作曲家は、トマス・ルポ、オーランド・ギボンズ、ジョン・コプラリオ、アルフォンソ・フェッラボスコ2世である。17世紀後半になっても、クリストファー・シンプソン、ウィリアム・ローズ、ヘンリー・パーセルらがコンソート音楽の伝統を守った。
コンソートという語は、「協調して、調和して」という意味の成語"in consort" に生き残っている。